# Estadio Banorte (Monterrey)
El Estadio Banorte o Estadio Borregos, es un estadio situado en la ciudad de Monterrey, capital del estado de Nuevo León en México, y forma parte de las instalaciones del Tecnológico de Monterrey. El estadio, construido en 2017-2019, es la casa de los representativos del equipo de fútbol americano Borregos Salvajes Mty del Tecnológico de Monterrey en la liga CONADEIP.
El estadio fue creado debido a la demolición del Estadio Tecnológico, antes sede del equipo representativo de fútbol americano, aparte del estadio, también se construyó el Centro Deportivo Borrego.
Cuenta con una capacidad de 10,057 lugares (17,000 con uso de cancha) y está ubicado junto al campus del ITESM. Construido entre 2017-2019 por los reconocidos arquitectos  Rick del Monte y Tobias Newman, quienes forman parte de Grupo Beck. Fue inaugurado el 30 de abril de 2019 por las autoridades del Tecnológico de Monterrey. El propósito del estadio es el de alojar al equipo de fútbol americano del Tecnológico de Monterrey, los Borregos Salvajes, pero después alojó a un gran número de deportes, siendo los más representativos el fútbol y el fútbol americano.
Para la inauguración del estadio, compitieron en un partido amistoso de fútbol americano, los Borregos Salvajes Mty contra los UBC Thunderbirds, en el cual ganó el local 24-17.
En marzo de 2021, el banco mexicano Banorte fue anunciado como el principal patrocinador del estadio.
Ahora un espacio abierto para renta y ser sede de grandes eventos musicales, deportivos, culturales y educativos en la ciudad de Monterrey gracias a su infraestructura de primer nivel.